# 順みつき
順 みつき（じゅん みつき、1948年3月4日 - 2018年4月17日）は、日本の女優で宝塚歌劇団卒業生（元花組トップスター)。本名、光木 千枝子（みつき ちえこ）。愛称は、ミッキー（芸名もであるが姓から由来）、公称身長162cm、血液型O型。
兵庫県伊丹市出身。神戸塩原女子高等学校出身。

## 来歴・人物
1966年、宝塚音楽学校に入学。54期生。
1968年、宝塚歌劇団入団。同期生に筑前琵琶奏者の上原まり、振付家の尚すみれ、元月組組長の立ともみらがいる。花組公演『マイ・アイドル』で初舞台を踏む。入団時の成績は59人中11位。
翌1969年7月7日、雪組に配属される。
1975年星組に異動。1976年、『ベルサイユのばらIII』でオスカル役を演じる。
同年、月組へ異動。代表作はこの頃の作品が多い。『バレンシアの熱い花』のラモン、『風と共に去りぬ』（1977年月組初演時）のスカーレットなど。
1980年、自身のリサイタル『I LOVE MUSIC』を開催。このリサイタルは、1981年と1982年にも再演された。
同年、花組へ異動。4組時代ではあるが、全組への配属を経験した数少ないスターの一人である。鳳蘭や安奈淳といったベルばら4強のトップたちが相次ぎ退団するなど過渡期に差し掛かっていた花組のトップを松あきらと二人でつとめた。
1982年、菊田一夫演劇賞受賞。
1983年、『霧深きエルベのほとり／オペラ・トロピカル』ただ一作だけであったが単独でトップをつとめ、同年8月1日付で退団。
退団後は舞台を中心に女優として活動。
2018年4月17日、胃がんのため死去。70歳没。

## 主な舞台出演

### 宝塚歌劇団所属時代

#### 雪組時代
- 1969年10月、『能登の恋歌』／『ラブ・パレード』新人公演：ピエール（本役：鳳蘭）
- 1970年5月、『春ふたたび』新人公演：与五（本役：汀夏子）／『フォリー・タカラジェンヌ』
- 1970年10月、『雪女(宝塚歌劇)』／『パレアナの微笑み』ハミルトン、新人公演：ジミー（本役：汀夏子）
- 1971年1月、『紅梅白梅』新人公演：曾我五郎（本役：汀夏子）／『シンガーズ・シンガー』
- 1971年4月、『ペーター一世の青春』[3]副官アンドレイ、新人公演：ペーター・イワノフ（本役：汀夏子）／『ジョイ!』[4]
- 1971年9月、『江戸ッ子三銃士』正吉、新人公演：唐犬新兵衛（本役：郷ちぐさ）／『サンライズ・アゲイン』
- 1972年6月、『星のふる街』源一、新人公演：ゼノ神父（本役：大路三千緒）／『ジューン・ブライド (宝塚歌劇)』
- 1972年10月、『落ち葉のしらべ』良太、新人公演：次郎（本役：郷ちぐさ）／『ノバ・ボサ・ノバ』 ＊新人公演主演
- 1973年4月、『花吹雪(宝塚歌劇)』／『愛のラプソディ』小四郎[5]風之助[6]（東京）
- 1973年12月、『たけくらべ (宝塚歌劇)』正太郎／『ラブ・ラバー』
- 1974年5月、『若獅子よ立髪を振れ』岡本誠次郎／『インスピレーション (宝塚歌劇)』
- 1974年11月、『紅椿雪に咲く -義士外伝・毛利小平太-』毛利小平太／『ファンキー・ジャンプ (宝塚歌劇)』
- 1975年2月、『フィレンツェに燃える』レオナルド／『ザ・スター (宝塚歌劇)』

#### 星組時代
- 1975年2月、『屋根裏の妖精たち』ブレイブ／『マイ・ハイ・スイング』
- 1975年11月、『美しく青きドナウ (宝塚歌劇)』ヨハン・シュトラウスII／『ザッツ・ファミリー』
- 1976年3月、『ベルサイユのばらIII』オスカル[7]

#### 月組時代
- 1976年11月、『紙すき恋歌』藤市／『バレンシアの熱い花』ラモン
- 1977年3月、『風と共に去りぬ』スカーレット・オハラ
- 1977年9月、『わが愛しのマリアンヌ』ジャン／『ボーイ・ミーツ・ガール (宝塚歌劇)』
- 1978年2月、『風と共に去りぬ』（中日・全国ツアー）スカーレット・オハラ
- 1978年8月、『隼別王子の叛乱 (宝塚歌劇)』八束穂[8]／『ラブ・メッセージ(宝塚歌劇)』
- 1978年10月、『ザ・タカラヅカ』（中南米公演）
- 1979年2月、『日本の恋詩』／『カリブの太陽』アンディ
- 1979年6月、『春愁の記』次郎信親／『ラ・ベルたからづか』
- 1980年1月、『アンジェリク (宝塚歌劇)』ニコラ・メルロ／『仮面舞踏会(宝塚歌劇)』
- 1980年4月、『I LOVE MUSIC』（バウ）

#### 花組時代
- 1980年5月、『花小袖』禅竹元信／『プレンティフル・ジョイ』
- 1980年9月、『アナトール(宝塚歌劇)』（バウ）エグランティーヌ
- 1980年11月、『友よこの胸に熱き涙を』フランツ、ハンス[9]／『ザ・スピリット (宝塚歌劇)』[10]
- 1981年2月、『花小袖』禅竹元信／『ザ・スピリット』
- 1981年3月、『春の踊り』／『恋天狗』
- 1981年7月、『I LOVE MUSIC』（東宝）
- 1981年10月、『エストレリータ (宝塚歌劇)』ジュリアーノ／『ジュエリー・メルヘン』
- 1982年2月、『キャバレー』（博品館劇場）
- 1982年3月、『春の踊り』／『アルカディアよ永遠に』ハリー
- 1982年6月、『エストリレータ』ジュリアーノ／『ファースト・ラブ』（全国ツアー）
- 1982年8月、『キャバレー』（再演・博品館劇場）
- 1982年11月、『I LOVE MUSIC II』（バウ）
- 1983年2月、『霧深きエルベのほとり』カール・シュナイダー／『オペラ・トロピカル』 ＊退団公演

### 宝塚歌劇団退団後
- 1983年7月、『ミュージカル とべ！アンパンマン－アンパンマンとおむすびまん－』 - アンパンマンの声
- 1983年12月、『悲劇 アトレウス家の崩壊』（帝国劇場）
- 1984年10月、『キャバレー』（博品館劇場）
- 1985年7月、『BABY』（博品館劇場）
- 1986年3月、『ホワイト・クリスマス』（博品館劇場）
- 1987年6月、『Love Me Tonight - Isn't it Romantic -』（博品館劇場）
- 1987年12月、『ホワイト・クリスマス』（博品館劇場）＊再演
- 1991年5月、『父さんが歌ったあの歌を - FENCES -』（博品館劇場）
- 2001年6月、『屋根の上のバイオリン弾き』（帝国劇場） - ゴールデ

## 主なテレビ出演
- 気分は名探偵（1984年 - 1985年、日本テレビ） - マリー池田 役
- 銀河テレビ小説・わが歌ブギウギ（1987年、NHK） - 笠置シヅ子 役
- 海の群星（1988年11月12日、NHK） - 新城トミ 役
- 土曜ドラマスペシャル・新・東京物語（1989年、TBS）
- 暴れん坊将軍III 第56話「草笛に秘めた過去」（1989年） - お浜 役
- 腕におぼえあり 第3シリーズ 第9話「浮草の女」（1993年、NHK） - おまつ 役
- 土曜ドラマ（NHK）
  - 遠い国からの殺人者（1995年） - あい渚 役

### ラジオドラマ
- サウンド夢工房 ユンカース・カム・ヒア（NHK-FM） - 麻生久美子

## ディスコグラフィー
- 私の夢よ 順みつきサヨナラ・アルバム 特別限定盤(LP・TMP1032)

その他 宝塚歌劇実況LPなど多数